# حاجی‌آباد (تویسرکان)
حاجی‌آباد، روستایی از توابع بخش مرکزی شهرستان تویسرکان در استان همدان ایران است.

## جمعیت
این روستا در دهستان خرم‌رود قرار دارد و براساس سرشماری مرکز آمار ایران در سال ۱۳۹۵، جمعیت آن ۶۳۰ نفر (۲۳۳ خانوار) بوده‌است.